# Сесил, Чарлз
Чарлз Сесил (Charles Cecil; 11 августа 1962) — английский геймдизайнер, один из основателей британской компании Revolution Software. Наиболее известные работы — Beneath a Steel Sky и серия игр Broken Sword. В настоящее время занимает должность исполнительного директора компании Revolution Software. Сесил состоит в группе консультантов Эдинбургского фестиваля интерактивных развлечений и Конференций разработчиков, регулярно выступает с докладами на различных мероприятиях и в прессе о творческих и коммерческих аспектах индустрии компьютерных игр. Он также является соучредителем и директором Game Republic, союза разработчиков игр, а также членом правления Screen Yorkshire, регионального агентства в поддержку кино, телевидения и интерактивных развлечений в Йоркшире. В 2006 году журнал «Develop», авторитетное европейское издание о разработке игр, присвоило Сесилу звание «легенды индустрии».

## Начало карьеры
Чарлз Сесил получил образование в школе Бидэйлс, в Хэмпшире (Англия). В 1980 году он изучал машиностроение в Манчестерском университете. Будучи студентом, он встретил Ричарда Тёрнера, который предложил Сесилу написать какую-нибудь текстовую игру для своей новой компании Artic Computing, занятой разработкой компьютерных игр. Первой игрой Сесила стала Inca Curse (1981). Затем появились Espionage Island (1981) и Ship of Doom (1982). Игры оказались успешными и были выпущены на Sinclair ZX81, ZX Spectrum и Amstrad. Вскоре Сесил стал директором компании.
После окончания университета в 1985 году, Чарлз продолжил свою карьеру в индустрии видеоигр. Он устроился в компанию Paragon Programming, которая тесно сотрудничала с крупным британским издателем US Gold. В 1987 году Чарлз забросил разработку и стал менеджером по развитию программного обеспечения в US Gold. Годом позже Activision предложила ему занять должность менеджера европейских студий компании.
В 1990 году Чарлз вернулся к разработке игр и создал Revolution Software.

## Revolution Software
Revolution Software была создана в 1990 году Чарлзом Сесилом совместно с Тони Уорринером, Дэвидом Сайксом и Нойрин Кармоди. Компания была основана в городе Халл, но в 1994 году её офис переместился в Йорк. В стенах компании был разработан движок Virtual Theatre, позволивший сделать игровой мир более динамичным, чем раньше.

## Игры
Чарлз Сесил за свою карьеру принял участие в разработке следующих игр.
| Название игры                            | Платформы                                                                     | Год  | Должность                         |
| ---------------------------------------- | ----------------------------------------------------------------------------- | ---- | --------------------------------- |
| Inca Curse                               | ZX81, ZX Spectrum, Amstrad CPC, Commodore 64                                  | 1981 | Геймдизайнер                      |
| Espionage Island                         | ZX81, ZX Spectrum                                                             | 1981 | Геймдизайнер                      |
| Ship of Doom                             | ZX Spectrum, Amstrad CPC, Commodore 64                                        | 1982 | Геймдизайнер                      |
| Ghostbusters II                          | Amiga, Amstrad CPC, Atari 2600, Atari ST, Commodore 64, DOS, MSX, ZX Spectrum | 1989 |                                   |
| Lure of the Temptress                    | DOS, Amiga, Atari ST                                                          | 1992 | Руководитель проекта              |
| Beneath a Steel Sky                      | DOS, Amiga, Atari CD32                                                        | 1994 | Геймдизайнер                      |
| Broken Sword: The Shadow of the Templars | DOS, Windows, PlayStation, Game Boy Advance (2002), Palm OS (2005)            | 1996 | Режиссёр                          |
| Broken Sword 2: The Smoking Mirror       | Windows, PlayStation                                                          | 1997 | Режиссёр, геймдизайнер            |
| In Cold Blood                            | Windows, PlayStation                                                          | 2000 | Режиссёр                          |
| Gold and Glory: The Road to El Dorado    | Windows, Game Boy Color, PlayStation 2                                        | 2000 | Тестер                            |
| Broken Sword: The Sleeping Dragon        | Windows XP, PlayStation 2, Xbox                                               | 2003 | Режиссёр, геймдизайнер            |
| Broken Sword: The Angel of Death         | Windows XP                                                                    | 2006 | Режиссёр, автор сценария          |
| The Da Vinci Code                        | PlayStation 2                                                                 | 2006 | Геймдизайнер                      |
| Doctor Who: The Adventure Games          | Windows, Mac OS                                                               | 2010 | Геймдизайнер                      |
| Broken Sword: The Serpent's Curse        | Windows, Mac OS, Linux, Android, iOS, PS Vita                                 | 2010 | Режиссёр, сценарист, геймдизайнер |